# Phyllastrephus xavieri
Phyllastrephus xavieri là một loài chim trong họ Pycnonotidae.